# Iwan Ciareszka
Iwan Iwanawicz Ciareszka (biał. Іван Іванавіч Цярэшка, ros. Иван Иванович Терешко, Iwan Iwanowicz Tierieszko; ur. 15 marca 1942 w Timoszkowie) – białoruski polityk, działacz państwowy i kołchoźnik, deputowany do Rady Najwyższej Białoruskiej SRR/Rady Najwyższej Republiki Białorusi XII i XIII kadencji.

## Życiorys

### Młodość i praca
Urodził się we wsi Timoszkowo, na terytorium okupowanym przez III Rzeszę, w ówczesnym dystrykcie Głębokie, w Komisariacie Generalnym Białoruś, w Komisariacie Rzeszy Wschód. W 1962 roku ukończył Połockie Technikum Leśne, w 1972 roku – Witebski Państwowy Instytut Pedagogiczny im. Kirowa, w 1982 roku – Mińską Wyższą Szkołę Partyjną przy KC KPB. W latach 1962–1963 pracował jako rejonowy technik leśnik. W latach 1966–1968 był nauczycielem zawodu w Miejskiej Szkole Zawodowo-Technicznej Nr 2 w Połocku. W latach 1968–1969 był zastępcą przewodniczącego kołchozu „Mołodaja Gwardia” w rejonie miorskim. W latach 1969–1971 pracował jako etatowy sekretarz organizacji partyjnej w sowchozie „Miorskij”. W latach 1971–1972 pełnił funkcję dyrektora Połockiego Ośrodka Młodych Techników. W latach 1972–1980 był instruktorem, kierownikiem Wydziału Organizacyjnego Połockiego Komitetu Rejonowego Komunistycznej Partii Białorusi (KPB). W latach 1982–1983 pełnił funkcję II sekretarza Szarkowszczyńskiego Komitetu Rejonowego KPB. W latach 1983–1986 był przewodniczącym Szarkowszczyńskiego Rejonowego Komitetu Wykonawczego. W latach 1986–1990 pracował jako I sekretarz Dubrowieńskiego Komitetu Rejonowego KPB.

### Działalność parlamentarna
W latach 1990–1996 był deputowanym do Rady Najwyższej Białoruskiej SRR/Rady Najwyższej Republiki Białorusi XII kadencji. Pełnił w Radzie Najwyższej funkcję zastępcy przewodniczącego i przewodniczącego Komisji ds. Międzynarodowych i Kontaktów Gospodarczych z Zagranicą. W drugiej turze wyborów parlamentarnych 28 maja 1995 roku został wybrany na deputowanego do Rady Najwyższej Republiki Białorusi XIII kadencji z szarkowszczyńskiego okręgu wyborczego nr 55. 9 stycznia 1996 roku został zaprzysiężony na deputowanego. Od 23 stycznia pełnił w niej funkcję członka Stałej Komisji ds. Międzynarodowych. Był bezpartyjny, nie należał do żadnej z frakcji parlamentarnych. Od 3 czerwca był członkiem grupy roboczej Rady Najwyższej ds. współpracy z parlamentem Republiki Tureckiej. 27 listopada 1996 roku, po dokonanej przez prezydenta Alaksandra Łukaszenkę kontrowersyjnej i częściowo nieuznanej międzynarodowo zmianie konstytucji, nie wszedł w skład utworzonej przez niego Izby Reprezentantów Zgromadzenia Narodowego Republiki Białorusi I kadencji. Zgodnie z Konstytucją Białorusi z 1994 roku jego mandat deputowanego do Rady Najwyższej zakończył się 9 stycznia 2000 roku; kolejne wybory do tego organu jednak nigdy się nie odbyły. Od 1997 roku pracował w prywatnej firmie. Zgodnie z Konstytucją Białorusi z 1994 roku jego mandat deputowanego do Rady Najwyższej zakończył się 9 stycznia 2001 roku; kolejne wybory do tego organu jednak nigdy się nie odbyły.

## Odznaczenia
- Order „Znak Honoru” (ZSRR)[1].

## Życie prywatne
Iwan Ciareszka jest prawosławny, ma żonę. W 1995 roku mieszkał w Mińsku.